# Fabio Curto
Fabio Curto (Acri, 24 settembre 1987) è un cantante italiano, vincitore della terza edizione del talent show The Voice of Italy e di Musicultura nel 2020.

## Biografia
Laureato in scienze politiche con specializzazione in criminologia, ha pubblicato il suo primo album nel 2013. Nel 2015 partecipa al programma televisivo The Voice of Italy, vincendolo e ottenendo un contratto con la Universal con cui pubblica il suo secondo album intitolato Fabio Curto.
Il 1º giugno 2018 ha pubblicato per l'etichetta Fonoprint il singolo Mi sento in orbita, che ha anticipato l'uscita del terzo album Rive, Volume 1.
In occasione dell'uscita del terzo album, nel 2018 ha intrapreso un tour a livello nazionale con alcune esibizioni anche internazionali a Sydney.
Il 29 agosto 2020 ha vinto la XXI edizione di Musicultura con la canzone Domenica.

## Discografia

### Album in studio
- 2013 – Stelle, rospi e farfalloni
- 2015 – Fabio Curto
- 2018 – Rive, Volume 1
- 2021 – Rive, Volume 2

### Album dal vivo
- 2014 - Fabio Curto Live

### Singoli
- 2018 – Neve al sole
- 2018 – Only You
- 2018 – Mi sento in orbita
- 2018 – Via da qua
- 2020 – Domenica

## Riconoscimenti
- Premio Mia Martini giovani
- Premio Stella del Sud sezione musica
- Premio letterario Nazionale Vincenzo Padula